# Sneaky Feelings
Sneaky Feelings (с англ. — «Подлые чувства») — новозеландская поп-рок-группа, выпускающая альбомы на лейбле Flying Nun Records. Группа образовалась в 1980 году в составе Мэтью Баннистера (гитара и вокал), Дэвида Пайна (гитара и вокал), Кэт Тайри (бас-гитара и вокал) и Мартина Дарранта (ударные и вокал). В 1984 году Джон Келчер заменил Тайри. В 1988 году Росс Бердж временно заменил Дарранта для второго тура группы по Европе.
Sneaky Feelings необычны среди групп Данидин-саунда, поскольку все четыре участника группы поют и пишут песни. Резкий звук гитар и многослойный вокал черпали свое вдохновение из музыки The Byrds и The Beatles, и их можно сравнить с некоторыми группами Пейсли-андеграунда.
Название группы происходит от песни Элвиса Костелло «Sneaky Feelings», которая вошла в его первый альбом My Aim Is True (1977).

## Дискография
| Год          | Название                               | Лейбл              | Хит-парады | Страна        | Каталожный номер |
| ------------ | -------------------------------------- | ------------------ | ---------- | ------------- | ---------------- |
| Альбомы      |                                        |                    |            |               |                  |
| 1984         | Send You                               | Flying Nun Records | -          | Aotearoa / NZ | FEEL 1           |
| 1987         | Sentimental Education                  | Flying Nun Records | -          | Aotearoa / NZ | FEEL 6; FNE 14CD |
| 1986         | Waiting for Touchdown (compilation)    | Flying Nun Records | -          | Aotearoa / NZ | FN ANDA62        |
| 1988         | Hard Love Stories                      | Flying Nun Records | -          | Aotearoa / NZ | FN112; FNE 26 CD |
| 1999         | Positively George Street (compilation) | Flying Nun Records | -          | Aotearoa / NZ | FNCD441          |
| 2017         | Progress Junction                      | Flying Nun Records | -          | Aotearoa / NZ | FN579LP          |
| 2020         | The Mercury Moment                     | Flying Nun Records | -          | Aotearoa / NZ | FN592            |
| Мини-альбомы |                                        |                    |            |               |                  |
| 1982         | Dunedin Double                         | Flying Nun Records | -          | -             | FN DUN 1/2       |

Синглы
| Год  | Сингл                | Альбом                | NZ Singles Chart | Лейбл                       |
| ---- | -------------------- | --------------------- | ---------------- | --------------------------- |
| 1982 | "Be My Friend"       | -                     | 31               | Flying Nun Records – FN015  |
| 1985 | "Husband House"      | Take Sides            | 16               | Flying Nun Records – FEEL 2 |
| 1986 | "Better Than Before" | -                     | 34               | Flying Nun Records – FEEL 3 |
| 1986 | "Coming True"        | Sentimental Education | -                | Flying Nun Records – FEEL 5 |
| 1987 | "Trouble With Kay"   | Sentimental Education | -                | Flying Nun Records – FEEL 7 |
| 1988 | "Long Time Gone"     | Hard Love Stories     | -                | Flying Nun Records – FN119  |

## Состав
- Дэвид Пайн — гитара, вокал
- Кэт Тайри — бас, вокал
- Мартин Даррант — ударные, вокал
- Мэтью Баннистер — гитара, вокал